# 100BASE-T

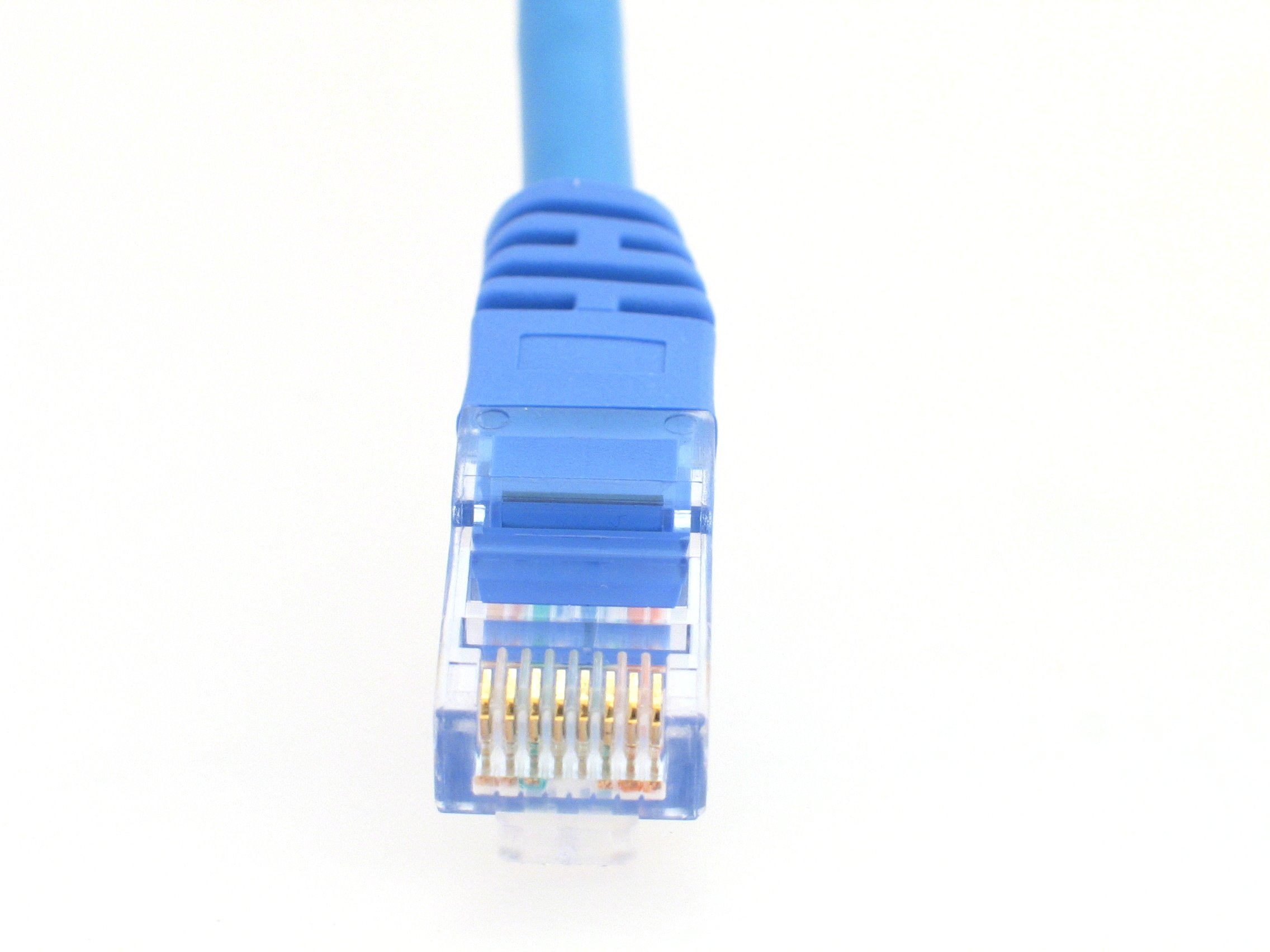
Connecteur RJ45 servant au raccordement des réseaux informatiques.

 100BASE-T est une norme informatique mise au point pour l'élaboration du Fast Ethernet en extrapolation de l'Ethernet par l'Institute of Electrical and Electronics Engineers (IEEE).
Pour une spécification telle que XBaseY :
- X désigne le débit binaire du réseau, exprimé en mégabits par seconde (Mbit/s).
- Y représente le type de connexion utilisée.

Ici, Y = T indique qu'il s'agit d'un réseau à paire torsadée (en anglais Twisted Pair). On peut trouver un autre chiffre à côté du T qui représente le nombre de paires.
Donc 100BASE-T est un terme pour n'importe quel standards 100 Mbit/s sur paire torsadée. Cela comprend les standards 100BASE-TX, 100BASE-T4 et 100BASE-T2.

## Description
100BASE-T est décrit dans la clause 29 du standard Ethernet. Ce standard de câblage est prévu pour permettre le déploiement de réseaux supportant des débits allant jusqu'à 100 Mbit/s ou de réseaux hétérogènes combinant des vitesses de transfert jusqu'à 10 Mbit/s ou 100 Mbit/s sur paire torsadée. Il est donc possible d'associer 100BASE-T avec 10BASE-T.